# Avenida Colón (Córdoba)
La Avenida Colón es una importante arteria de la ciudad de Córdoba, Argentina. Con seis carriles, tres por sentido de circulación, es una de las más anchas y transitadas avenidas de la ciudad. Sirve como acceso y egreso de tráfico por la zona oeste.

## Historia
La avenida lleva el nombre en honor al conquistador Cristóbal Colón. En tiempos coloniales se llamaba oficialmente calle de la Caridad pero era popularmente conocida como la "calle Larga", aunque entonces llegaba sólo hasta el riachuelo aún no encauzado denominado hoy La Cañada. En el siglo XIX se llamó Congreso hasta la inauguración de la ahora Plaza Colón, entonces llamada Plaza Juárez Celman, cuando la calle tomó también el nombre de Juárez Celman. Y en 1892 para el 400 aniversario de la llegada de Colón a América, tanto la Plaza cuanto la calle pasaron a llamarse Colón hasta la actualidad.
El ensanchamiento de la calle y su transformación en avenida se realizó por etapas: durante la gestión municipal (1925-1928) de Emilio Olmos, se ensanchó entre el puente 24 de septiembre y la avenida General Paz. En 1955, el intendente municipal Dr. Leonardo Obeid lo hizo entre la avenida General Paz y la calle Tucumán. El intendente municipal Emilio Olmos (hijo), continuó el ensanchamiento desde la calle Tucumán hasta la Plaza Colón. Y finalmente, en 1966 el intendente Víctor Martínez ensanchó desde Plaza Colón hasta el Tropezón.

## Descripción
Tiene una longitud de 7500 metros y corre en sentido este - oeste. Su origen (0) se encuentra sobre la intersección con la peatonal San Martín, justo sobre la Cripta Jesuítica, y la punta final (5700) en la intersección con la Variante Pueyrredón y las Avenidas Cárcano y Ejército Argentino, zona conocida como «Rotonda El Tropezón». Cambia de mano única a doble mano, en la intersección con Avenida Avellaneda. Es la continuación de la Avenida 24 de Septiembre y Avenida Emilio Olmos, en el origen, y se transforma en Avenida Ejército Argentino en el final.

## Puntos de interés turístico
Los principales puntos de interés turístico que atraviesa son la Cripta Jesuítica, la Plaza Colón, la Iglesia María Auxiliadora, el arroyo La Cañada y el Centro Cultural la Piojera.

## Transporte público
En un tramo de la traza de la avenida circulan las líneas B, B1 (por ambas manos) y C de trolebús en su tramo inicial.
También en esta avenida circulan muchas líneas de ómnibus urbanos,  principalmente en los sectores más céntricos. Entre ellas se encuentran:
20, 22, 23, 24, 25, 26, 27, 28.
35, 36.
40, 42, 44, 45.
50.
70, 72, 75.
80, 81, 82, 84, 85.